# 泰德·約霍
泰德·約霍（英語：Ted Yoho，1955年4月13日—），共和黨籍的美国政治家，自2013年至2021年擔任佛罗里达州的聯邦眾議員。約霍出生在明尼蘇達州，在他11歲時他全家搬到佛羅里達州。就讀布羅瓦社區大學、佛罗里达大学獸醫學。

## 政见

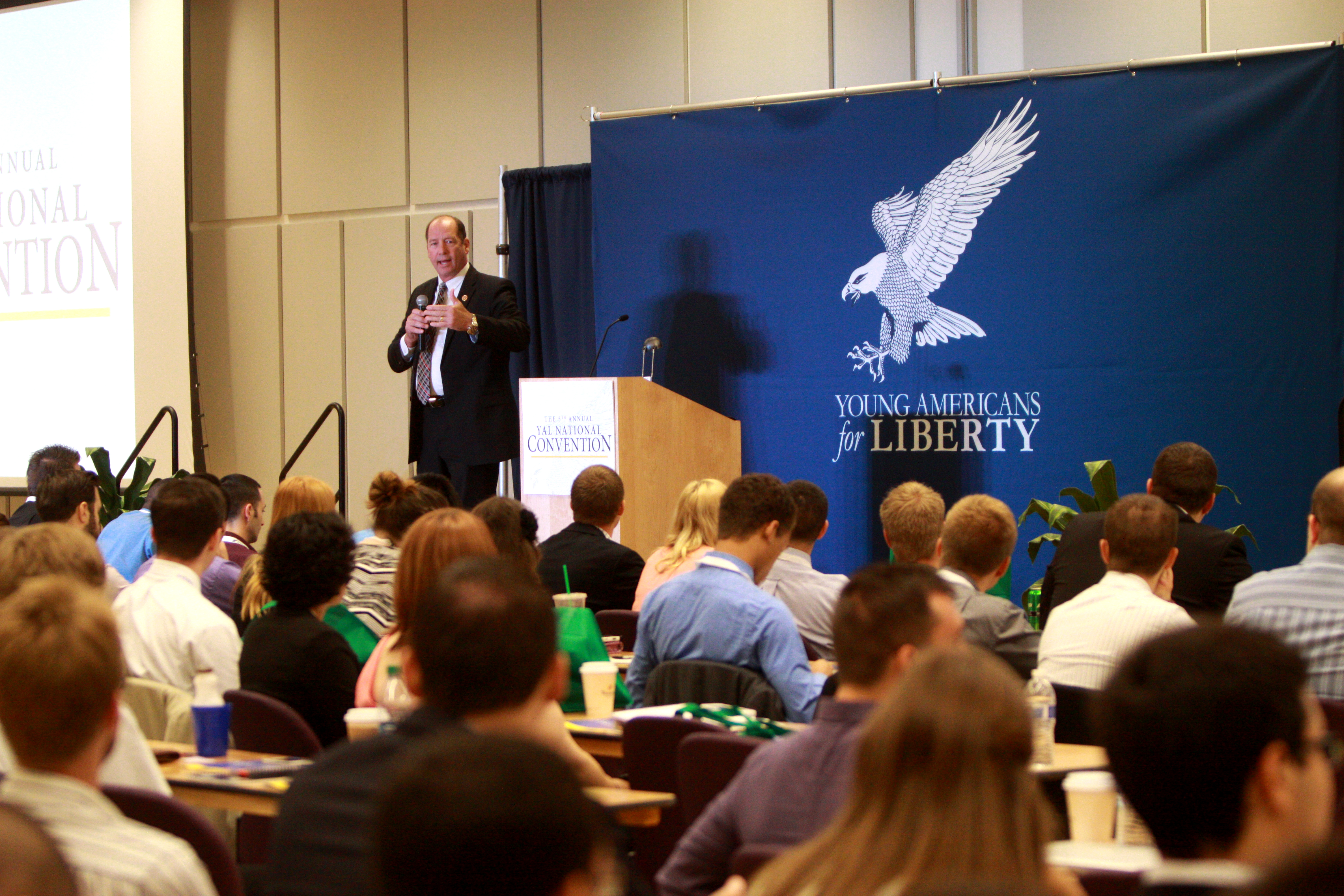
聯邦眾議員泰德·約霍於2013年的「為自由而生的美國青年」會議上演講

### 枪支政策
約霍主张“拥有枪支是生而俱来的权利”。其本人也拥有几把枪支，并支持“隐蔽持枪”。他将携带枪支比作随身携带手机，2017年他参与草拟法案，允许立法议员在美国国会大厦里携带枪支，并支持任何人按照联邦法律而无视州法律携带枪支。他还投票支持退伍军人的一项修正法案，允许精神状态不稳定的退伍军人购买枪支，除非当事人被法官裁决可能危害社会。

### 反对LGBT权利
約霍被美国最大的LGBT民事权利倡导团体人权战线在对美国政治人物评分中评为0分，为极度反对同性及跨性别者的权利。

### 私刑
2020年2月26日，约霍在一项投票中，反对将私刑列入仇恨犯罪仇恨犯罪。理由是该项立法不属于联邦政府的管辖范围，而理应由州一级的立法机构来判定。

### 对外关系
2019年8月18日，約霍獨家接受台灣網路媒體《政經關不了》專訪，針對香港反對逃犯條例修訂草案運動越演越烈，中國並指美國介入香港的「動亂」，約霍回應，「他們(中國)又再一次試圖為他們的粗暴行為和共產黨侵略香港的自治找代罪羔羊」。約霍更強調，中國和英國領導人當時達成協議，50年不介入香港，(惟)香港是中國的一部分，但你看他們(中共)對一個特區所做的暴行，一直在施壓香港。約霍認為中共試圖以同樣方式對待台灣，且以為可以這樣接管台灣，約霍表示：「我一直非常嚴謹和直言不諱認同台灣是一個獨立國家，如果我們沒有繼續為台灣發聲，台灣將像香港一樣被中國染指」。

## 争议
2020年7月，约霍被爆在国会山的楼梯上指着女性众议员奥卡西奥-科尔特斯的鼻子骂道“该死的婊子”。之后他发表公开道歉，但因内容相当不诚恳，否认自己使用粗俗的侮辱性言辞，表示仅为“对方误解了他的意图”而道歉，而受到舆论挞伐。两天后在舆论的压力下，约霍宣布从其担任董事的基督教会组织辞职。

## 荣誉

### 外国勋章奖章
- 旭日中绶章（日本，2020年11月3日公布[7]）